# Deserteurdenkmal (Ulm)

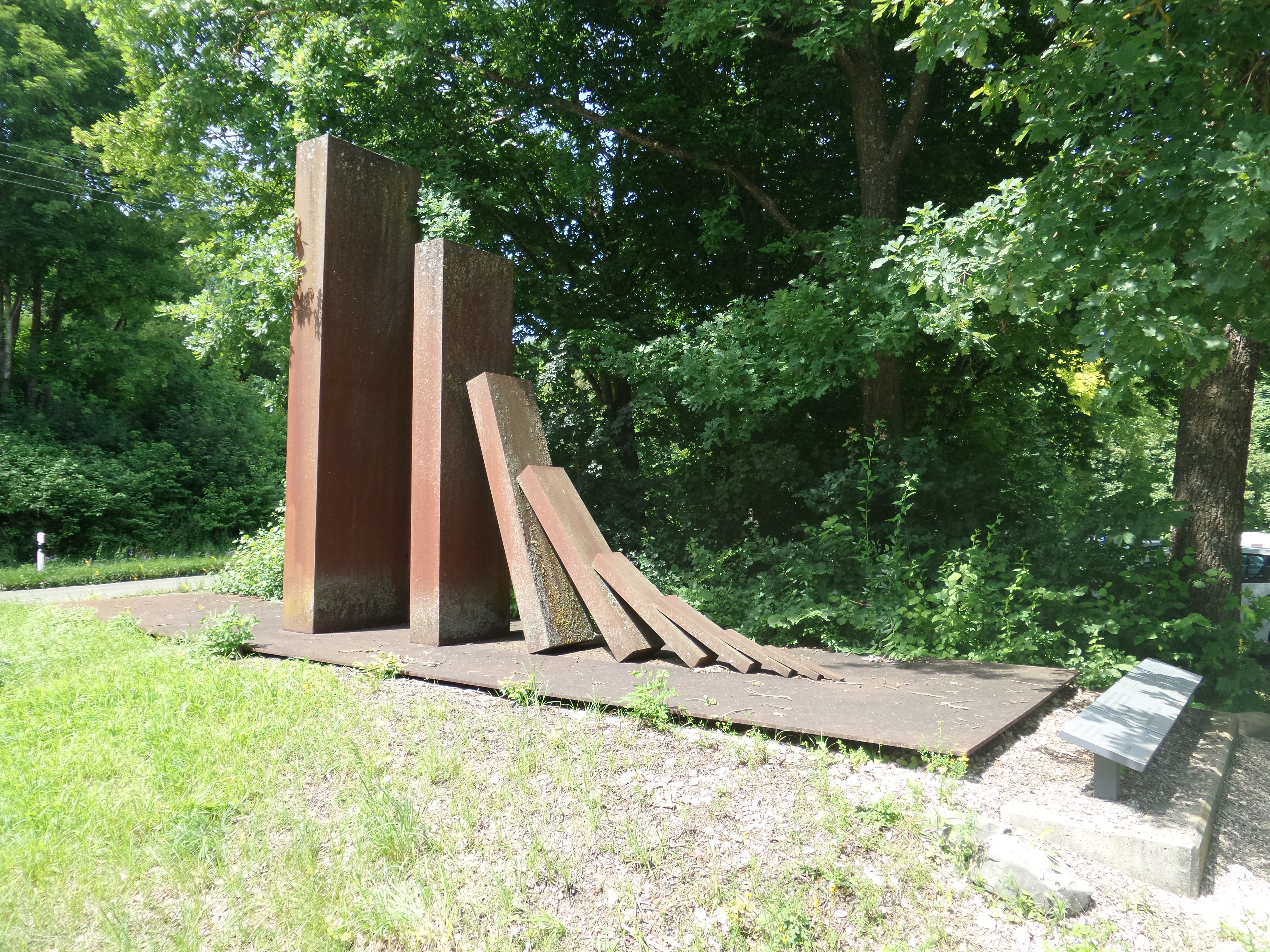
Deserteurdenkmal in Ulm

Das Deserteurdenkmal in Ulm ist eine Plastik der Bildhauerin Hannah Stütz-Mentzel. Es wurde am 19. November 2005 in der Nähe der ehemaligen Schießstände und des jetzigen Botanischen Gartens im Lehrer Tal in Ulm aufgestellt.
Die Plastik zeigt eine Reihe von verschiedenen großen Stelen, die von einem kleinen „Stein des Anstoßes“ ausgehend im Domino-Effekt umgeworfen werden. Das Denkmal wird durch eine dreiteilige Gedenktafel mit den Namen von sechs namentlich bekannten Opfern ergänzt.
Zu Füßen des Reliefs erinnert eine Metallplatte mit einem Zitat Kurt Tucholskys. Auf ihr ist zu lesen:

„Hier lebte ein Mann der sich geweigert hat, auf seine Mitmenschen zu schießen. Ehre seinem Andenken.“

In Sichtweite des Deserteurdenkmals stehen, gegenüberliegend am Parkplatz des Botanischen Gartens, drei Informationsstelen mit weiteren Details und der Geschichte des Deserteurdenkmals.
Vor dem ehemaligen Garnisons-Arresthaus der Bundesfestung Ulm in der Frauenstraße 134 wurden am 14. September 2015 für sechs zum Tode verurteilte und hingerichtete Soldaten Stolpersteine verlegt.